# Alfred Golliard
Alfred Emile Antoine Golliard  est un haut fonctionnaire français, préfet du Jura, né le 7 novembre 1881 à Bourg-en-Bresse, et mort à Hartheim (Autriche) après sa déportation à Mauthausen en 1944.
Alfred Golliard a été membre de cabinets ministériels sous la présidence du Conseil de Clemenceau entre 1906 et 1909, et 1917-1918 aux côtés de Paul Morel, Julien Simyan et Étienne Clémentel.
Préfet du Jura, à Lons-le-Saunier, de 1934 à 1940, il entre en résistance dans le réseau Special Operations Executive (SOE)  à Cluny après avoir été révoqué par le gouvernement de Vichy. Avec une soixantaine de Clunisois et de Clunisoises, il est arrêté à Cluny le 14 février 1944 par la police allemande, puis conduit à Lyon au siège de la [SIPO-SD], puis à la prison de Montluc, avant d'être transféré dans le camp allemand de Compiègne. Déporté au camp autrichien de Mauthausen dans le convoi parti de Compiègne le 6 avril 1944 et arrivé le 8, après un voyage abominable, il est assassiné dans la chambre à gaz du château de Hartheim - rattachée à l'administration du camp - officiellement le 16 août 1944. En réalité, les autorités nazies ont maquillé les statistiques des assassinats pour en amoindrir la visibilité, truquant les enregistrements des décès. D'après les archives allemandes, on peut raisonnablement penser qu'il est mort au début mai 1944 .
Alfred Golliard est nommé Chevalier de la Légion d'Honneur en 1922 pour rendre hommage à sa contribution à la reconstruction des villages et zones dévastées dans les Vosges, quand il est sous-préfet de Saint-Dié-des-Vosges ; il est nommé au grade de sous-lieutenant à titre posthume en 1947, et reçoit la médaille de la résistance et la Croix de Guerre avec Palme en 1959, avec la citation « Magnifique patriote, membre des Forces françaises combattantes, arrêté le 14.2.1944, a été interné jusqu’au 4.4.1944, puis déporté dans le camp de concentration où il est mort glorieusement pour la France le 16.8.1944 ».

## Biographie
Alfred Golliard naît le 7 novembre 1881 à Bourg-en-Bresse, de Claude Golliard - chef de gare à la Compagnie des Dombes - et Marie Antoinette Démur. Son père décède un an après sa naissance. Alfred Golliard obtient le baccalauréat en Lettres et Philosophie en 1901 au lycée Lamartine de Mâcon, et poursuit ensuite ses études en khâgne au lycée Ampère de Lyon dans la promotion qui précède celle d'Édouard Daladier; ils auront tous les deux Édouard Herriot en professeur de rhétorique supérieure. Alors qu'il n'a pas encore fini ses études pour le doctorat en droit, il devient le secrétaire particulier de Julien Simyan en 1906 au ministère des travaux publics, des postes et des télégraphes. Il obtient une licence de droit en 1907.
Alfred Golliard épouse Renée Bajard en 1911, dont il a trois enfants, Renée, Michelle et Claude.
À la suite de sa révocation de ses fonctions de préfet (il est mis en retraite d'office le 17 septembre en vertu de la loi du 12 septembre 1940), il quitte Lons-le-Saunier et rejoint Cluny , où il entre dans la Résistance au sein du réseau du Special Operations Executive dit Tiburce Buckmaster. Alfred Golliard fait partie du petit nombre des membres du corps préfectoral sanctionnés dès les débuts du régime. Il est l'un des fonctionnaires insérés dans le "Mémorial des fonctionnaires" édité en 1947 par l'Association des membres du corps préfectoral sous la direction d'Émile Bollaert, lui aussi sanctionné, puis déporté après son arrestation en tant que successeur de Jean Moulin. Ce mémorial, qui recense trente-six fonctionnaires morts pendant la guerre pour de nombreuses raisons ne doit pas être confondu avec la liste des préfets déportés (il y en eut 25, dont 8 sont morts en déportation). Dans le corps préfectoral il y eut un nombre assez proche de membres déportés (26). Seule une minorité, chez les anciens préfets, a connu la condition ordinaire de déporté (Häftling, au sens du vocabulaire allemand). La plupart des préfets arrêtés, en effet, furent déportés en tant que "personnalités-otages", mais certains d'entre eux y renoncèrent et rejoignirent les détenus "ordinaires".

## Mandats
Alfred Golliard devient en 1906 le secrétaire particulier de Julien Simyan alors que celui-ci est sous-secrétaire d’État des postes et des télégraphes. Il a été engagé dans des cabinets radicaux-socialistes dans lesquels il a servi plusieurs fois entre 1912 et 1913, surtout auprès de Paul Morel (qui fut son ami, jusqu'à sa mort accidentelle en 1933, dans la catastrophe ferroviaire de Lagny), puis, jusqu’en 1919 auprès d’Étienne Clémentel, au ministère du Commerce.
Il est entré en 1910 dans l’administration en qualité de conseiller de préfecture à Vesoul ; il y devient un juriste émérite. Il est nommé secrétaire général dans le Vaucluse en 1913, où il seconde un préfet souvent malade, Albert Lambert-Rochet. Il est ensuite sous-préfet de Saint-Dié en 1918, et y reste jusqu'en octobre 1925. Sa principale mission, qu'il coordonne pour le département entier des Vosges, est celle de la reconstruction des villages et biens détruits par les Allemands dans la Guerre. Il est nommé secrétaire général dans le Bas-Rhin en 1925. Pendant son séjour à Strasbourg, il doit particulièrement s'occuper de la lutte contre les forces autonomistes.
Au moment où Adolf Hitler parvient au pouvoir en janvier 1933, l'Alsace-Moselle se trouve "naturellement" être un endroit de refuge, pour les Allemands persécutés, en particulier les Juifs. Au titre de ses fonctions, il coopère avec les comités de soutien aux réfugiés de la communauté juive. En 1934, grâce à l'intervention d'Édouard Herriot, il obtient la préfecture du Jura, située à Lons-le-Saunier. En 1936, il se trouve dans un département dont les dirigeants radicaux sont hostiles au Front populaire. Il implique cependant le Jura dans l'accueil des réfugiés espagnols, d'abord en 1937, puis en 1939. À la suite de l'invasion de la ville par les troupes allemandes en juin 1940, il organise, à son poste, les services publics et mobilise les responsables administratifs après l'évacuation de Lons. Par la suite, et jusqu'à son départ du département, le 23 septembre 1940, il organise l'accueil des réfugiés venus d’Allemagne et des juifs expulsés d’Alsace, notamment au lycée et à l’hôpital de Lons-le-Saunier, ainsi que leur transfert dans des établissements religieux et dans les villages aux alentours de Lons-le-Saunier à partir du 15 septembre.
Il est dénoncé au Ministre de l'Intérieur pour ses prétendues sympathies avec les communistes et son attitude pendant le Front populaire. Le ministre et ses aides envisagent d'abord de le "juilletiser" puis ils le mettent en retraite anticipée. Il se réfugie à Cluny, où il prend contact avec la Résistance de la ville, dont le fondateur principal est Jean Renaud. Alfred Golliard met ses compétences de préfet au service de la lutte contre l'occupant. Le noyau de résistance clunisois comprend le lieutenant Albert Browne-Bartoli, dit Tiburce, qui est un membre de l'organisation Special Operation Executive que Churchill a chargée de mettre à feu l'Europe ("And now set Europe ablaze!"). Lors de la Libération, Joseph Marchand établit la liste des participants au réseau qui portera le nom "Tiburce". Madame Germaine Moreau en fait partie, qui fonde l'Amicale des déportés de Cluny, qu'elle préside jusqu'à son décès.

## Distinctions
- Chevalier de la Légion d'honneur (12 avril 1922)[13]
- Médaille de la Résistance française à titre posthume (23 février 1959)[14]